# Koiulus interruptus
Koiulus interruptus – gatunek dwuparca z rzędu krocionogów właściwych i rodziny Mongoliulidae, jedyny z monotypowego rodzaju Koiulus.
Gatunek i rodzaj opisane zostały w 2017 roku przez Henrika Enghoffa, Laurę M. Jensen i Elenę W. Michaiłową.
Dwuparzec ten osiąga do 21 mm długości ciała. Jego tułów ma do 44 pierścieni z nogami u samców oraz do 46 u samic, a ponadto występuje zwykle 2 do 5 pierścieni beznogich, nie licząc telsonu. Ubarwienie jest brązowawe, marmurkowane, z ciemniejszymi plamami w miejscach położenia gruczołów obronnych. Na każdym z prawie trójkątnych pól ocznych występuje od 30 do 45 oczu prostych. Czułki sięgają trzeciego pierścienia tułowia. Jeden lub dwa rowki biegną przy dolnym brzegu gładkiego collum. Prozonity są gładkie, natomiast na brzusznej stronie metazonitów występują podłużne rowki. Ozopory zaczynają się od 6. pierścienia, ale brak ich na pierścieniach 7., 11., 14. lub 15. i niektórych dalszych. U samców pierwsza para odnóży jest silnie powiększona, o pięcioczłonowych telopoditach, druga para odnóży jest silnie zredukowana i trójczłonowa, siódma para również zredukowana i złożona z trzech lub czterech członów, a pary ósma i dziewiąta zmodyfikowane w gonopody. Przednia para gonopodów wyróżnia się m.in. silnie zredukowanymi wiciami, a tylna para głębokim podzieleniem na dwa równej długości wyrostki, z których tylny jest wyraźnie szerszy.
Wij znany wyłącznie z Kraju Chabarowskiego na Dalekim Wschodzie Rosji.